# Deszk, Csongrád
Deszk (în sârbă Деска, cu alfabetul latin: Deska, în română Deșc) este un sat în districtul Szeged, județul Csongrád, Banat, Ungaria, având o populație de 3.515 locuitori (2011).

## Demografie
Componența etnică a satului Deszk
     Maghiari (93,73%)
     Sârbi (2,97%)
     Necunoscut (0,69%)
     Alții (2,61%)
Componența confesională a satului Deszk
     Romano-catolici (41,71%)
     Fără religie (22,25%)
     Reformați (4,1%)
     Atei (2,11%)
     Ortodocși (1,54%)
     Greco-catolici (1,17%)
     Necunoscută (26,69%)
     Luterani (0,46%)
     Alte religii (3,41%)
Conform recensământului din 2011, satul Deszk avea 3.515 locuitori. Din punct de vedere etnic, majoritatea locuitorilor (93,73%) erau maghiari, cu o minoritate de sârbi (2,97%). Apartenența etnică nu este cunoscută în cazul a 0,69% din locuitori. Nu există o religie majoritară, locuitorii fiind romano-catolici (41,71%), persoane fără religie (22,25%), reformați (4,1%), atei (2,11%), ortodocși (1,54%) și greco-catolici (1,17%). Pentru 26,69% din locuitori nu este cunoscută apartenența confesională.